# Isidor Cabanyes i Olzinelles
Isidor Cabanyes i Olzinelles (Vilanova i la Geltrú, 10 de gener de 1843 - L'Escorial, 19 de desembre de 1915) fou un enginyer militar i inventor català, conegut per idear nombrosos ginys i ser un pioner de l'electricitat a l'estat espanyol.

## Biografia
Isidor Cabanyes va néixer en el si d'una família benestant de Vilanova i la Geltrú el 1843, sent el més petit dels sis fills de Josep Anton de Cabanyes i Ballester i Josefa Olzinelles i Romero. La seva mare va morir pocs mesos després, el 1844, per complicacions durant el part d'una setena filla. El seu pare no es va arribar a recuperar mai de la pèrdua de la seva dona i filla, morint el 1852. El seu oncle, Joaquim de Cabanyes i Ballester, n'esdevindria el tutor legal.
L'any 1857, amb catorze anys, va ingressar a l'Acadèmia d'Artilleria de Segòvia com a cadet, com van fer la resta dels seus germans, excepte l'hereu. Acabada la seva formació, l'any 1864, va desplaçar-se sovint, participant en nombrosos conflictes. El 1866, a Madrid, va col·laborar a controlar la revolta de la caserna de San Gil contra el govern d'Isabel II d'Espanya.
El 1870 es va casar amb Margarita Mata i Camacho, amb qui tindria tres fills. Entre 1872 i 1876 va participar activament a la Tercera Guerra Carlina. El 1873, amb el rang de capità, va demanar la llicència absoluta, com molts altres artillers, a causa del decret d'Amadeu I del 8 de febrer del 1873, que suposava la liquidació del cos d'artilleria. L'any següent, amb la restauració del cos per part del govern de la Primera República Espanyola, Isidor tornaria a enrolar-se participant en el setge del Cantó de Cartagena. Del 25 al 27 de març de 1874 també participaria en el trencament del Setge de Bilbao.
L'any 1876, arribada la pau i tot i mantenir el seu càrrec de militar, va poder dedicar més temps al disseny de nous invents. Simultàniament, continuaria progressant en la jerarquia militar: ascendiria a comandant d'artilleria el 1883, tinent coronel el 1889, cap d'estudis de l'Acadèmia de Segòvia el 1893 i arribaria fins a general de brigada abans de retirar-se l'any 1905.

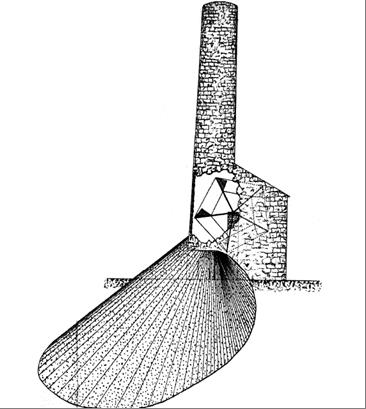
Dibuix tècnic del motor solar de Cabanyes. Mitjançant l'ús de miralls s'escalfava aire, que per convecció ascendia per una xemeneia impulsant un molí eòlic.

Acabat el seu període com a militar, continuaria la seva tasca d'enginyer, patentant diferents sistemes i publicant estudis fins a la seva mort el 19 de desembre de 1915 a Las Higueras, l'Escorial.

## Invents
La trajectòria de Cabanyes destaca per les seves nombroses i innovadores aportacions en el camp de l'enginyeria, amb invents molt innovadors per a l'època. A causa d'això, apareixen nombrosos permisos a la seva carrera militar que va aprofitar per viatjar a Europa per conèixer noves tecnologies i avenços científics. Entre d'altres, faria aportacions en el camp de les matemàtiques, contribuiria definitivament a l'electrificació de Madrid, inventaria uns generadors eòlico-solars i dissenyaria un submarí torpediner que competiria amb els models d'Isaac Peral.
A finals de la dècada de 1870, Cabanyes va crear una empresa de carbó artificial fent servir tecnologia dissenyada per ell mateix. D'aquell període en destaquen invencions de sistemes de transport propulsats amb gas comprimit: un tramvia presentat el 1877, un motor rotatiu impulsat per vapor, un regulador d'aire comprimit que seria usat en grans obres d'enginyeria a Europa...
El 1880 es va interessar en l'enllumenat dels carrers i llars de manera segura, dissenyant un sistema que va denominar fotogen que usava aire carburat amb benzina, en comptes de gas.
El 1881 va viatjar a París per descobrir les noves tecnologies que es van mostrar a l'Exposició Internacional d'Electricitat, celebrada al Palau de la Indústria dels Camps Elisis. Poc temps després va instal·lar un taller de maquinària de precisió a Madrid que va ser el primer a fer servir motors elèctrics com a font primària d'energia. Un any més tard, també se li encarregaria la direcció de les tasques d'enllumenat de diversos llocs de Madrid. Gràcies a aquests coneixements, també va dirigir la construcció de la central d'energia del Ministeri de Guerra d'Espanya. Simultàniament, també va patentar el 1881 una làmpada elèctrica que mesclava conceptes d'arc voltaic i bombetes incandescents.

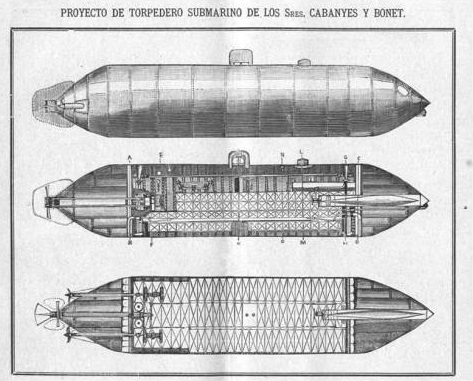
Representació dièdrica del submarí dissenyat per Isidor Cabanyes i Miquel Bonet.

El 1890 va presentar una de les seves idees més innovadores: el motor solar. Aquest invent, que va millorar durant anys, funcionava amb miralls que concentraven la llum solar a la base d'una xemeneia. La radiació escalfaria l'aire que, per convecció, es desplaçaria cap amunt. Per aprofitar aquest moviment, a mig trajecte, hi hauria una turbina que accionaria una bomba de rec. El 1902 va patentar el sistema i el va dur a la pràctica a Cartagena, l'any 1906 i 1907 en construiria nous models a una finca madrilenya amb Luis de la Mata, amb xemeneies que assolirien els 30 m d'alçada.
Juntament amb Miquel Bonet, el 1885 també presentaria al Ministeri de la Guerra d'Espanya un projecte de torpediner submarí elèctric. El projecte va caure a l'oblit l'any 1888, a causa de la burocràcia i la competència del model d'Isaac Peral, tot i això Cabanyes continuaria intentant reanimar el projecte durant anys, enviant cartes i peticions als seus superiors. El disseny de Bonet i Cabanyes feia ús de l'electricitat per controlar els timons i la propulsió, tenia tres tubs per torpedes a proa i també incloïa innovacions en renovació d'aire i l'ús d'un periscopi.
El 1889 també presentaria diversos estudis sobre la possibilitat de construir màquines voladores. Entre els seus esquemes tècnics i havien diverses màquines semblants a helicòpters i avions. Aquests dissenys, que mai es van arribar a materialitzar, van continuar fins a l'any 1896.
Les seves invencions continuarien fins poc abans de morir, el 1908 va presentar un estudi matemàtic titulat polisecció gràfica de l'angle i l'any 1913 també patentaria un motor elèctric amb electroimants.